# Garcia Ènnec
Garcia Ènnec o Garcia I de Pamplona (ca. 810 - ca. 880) va ser rei de Pamplona (851-ca. 880).

## Orígens familiars
Fill d'Ènnec I de Pamplona i la seva muller Ònnega Velázquez, i per això també conegut com a Garcia Ènnec.
Durant els últims deu anys de regnat del seu pare, afectat per una paràlisi, fou nomenat regent. Tenia la direcció de les campanyes militars contra els musulmans. Així el maig de l'any 843 va ajudar Mussa ibn Mussa en la seva insurrecció contra l'emir de Còrdova, que va comportar un atac per part d'Abd al-Rahman II contra Pamplona que va derrotar a Garcia I i a Mussa.

## Vida política
Va actuar com a regent del regne des de 841 a causa de la malaltia del seu pare que havia quedat paralític. Així doncs, es va ocupar del govern i del comandament de les campanyes militars. Durant aquesta dècada es va mantenir l'aliança amb els Banu Qassi, però l'aliança no va resultar sempre beneficiosa per a Pamplona, de fet les tropes conjuntes de Garcia i les de Mussa II van ser derrotades per l'emir Abd-ar-Rahman II, cosa que va suposar l'avenç musulmà vers el nord i el saqueig de la ciutat de Pamplona. Des d'ençà aleshores els Banu Qassi i altres personatges com Galí Ènnec es van sotmetre a la voluntat de Còrdova, tanmateix una submissió fingida per intentar consolidar el seu domini sota la protecció de l'emir cordovès.
A la mort d'Ènnec Aritza el 851, el regne va obrir els seus horitzons, en opinió de J.M. Lacarra, va deixar enrere els seus llaços amb els muladís Banu Qassi i van establir relacions amb els francs i els asturians. Hi ha notícies d'una ambaixada navarresa a la cort de Carles el Calb oferint-li regals, que segons els autors carolingis, va ser acollida favorablement a l'assemblea de Verberie (850) i, a més, es van fer enllaços matrimonials amb Astúries: la filla d'Ordoni I, Leodegundis, es va casar amb un príncep de Pamplona. Així doncs, els pamplonesos van deixar de la seva política de caràcter autònoma sense contactes amb els altres regnes cristians, però a la mort dels reis Ènnec Aritza, Ramir I d'Astúries i el mateix Abd-ar-Rahman II, va fer canviar tot el panorama polític del segle tant dels regnes cristians, com la dels mateixos Banu Qassi, que van passar a ser cada vegada més lleials a l'emir de Còrdova. La nova aliança va obtenir una gran victòria el 859 contra els musulmans a la batalla de Monte Laturce,
que comportà la pèrdua de poder dels Banu Qassi.
Aquesta batalla, junt amb la batalla d'Albelda de 851, aportaren les dades per la fictícia batalla de Clavijo.
El 861 va ser apressat per una expedició normanda. Alliberat després de pagar un rescat.
Durant el seu regnat es van donar els primers passos per afavorir el pas dels peregrins que acudien vers Compostel·la, edificant així les primeres pedres del Camí de Santiago.

## Núpcies i descendents
Es casà en primeres núpcies amb Urraca Ximenes, comtessa d'Aragó. D'aquest matrimoni tingueren:
- Fortuny Garcés (ca. 830-925), rei de Pamplona
- Sanç Garcés de Pamplona, avi de Toda de Navarra
- Ximena de Pamplona, casada vers el 869 amb Alfons III d'Astúries
- Ònnega de Pamplona, casada amb Asnar II Galí d'Aragó
- Falasqueta Garcés, esposa de Mutàrrif ibn Mussa ibn Mussa, fill de Mussa II de Saragossa

En segones núpcies es casà el 858 amb Leogundis d'Astúries, filla d'Ordoni I d'Astúries. D'aquest matrimoni no tingué fills.
El seu fill Fortuny Garcés va ser fet presoner pels musulmans el 860 i va estar retingut a Còrdova més de 20 anys.